# سكايلر جيسوندو
سكايلر جيسوندو (بالإنجليزية: Skyler Gisondo)‏ مواليد 22 يوليو 1996 في فلوريدا، الولايات المتحدة، هو ممثل أمريكي بدأ مسيرته الفنية سنة 2003.

## الأعمال

### أفلام
- أربعة أعياد ميلاد (2008)
- كنز الأصدقاء (2012)
- المهرجون الثلاثة (2012) (بدور: مو هوارد)
- الرجل العنكبوت المذهل (2012) (بدور: هوارد ستايسي)
- الرجل العنكبوت المذهل 2 (2014) (بدور: هوارد ستايسي)
- ليلة في المتحف: سر قبر (2014) (بدور: نيك دالي)
- عطلة (2015)

### مسلسلات
| السنة | العمل                             | الدور             |
| ----- | --------------------------------- | ----------------- |
| 2005  | الجميع يحب رايموند                | كريس              |
| 2005  | مونك                              | كايل              |
| 2005  | كولد كيس                          | نيد بيرتون (1972) |
| 2006  | عقول إجرامية                      |                   |
| 2006  | هاوس                              | كلانسي غرين       |
| 2006  | إي آر                             |                   |
| 2006  | دريك أند جوش                      | تايلر             |
| 2007  | سي اس آي: التحقيق في موقع الجريمة | داني كورتيس       |
| 2008  | سجلات ساره كونر                   | كايل ريس          |
| 2008  | اسمي إيرل                         | جيرالد            |
| 2008  | أميريكان داد!                     |                   |
| 2009  | أميريكان داد!                     |                   |
| 2009  | سي اس آي: نيويورك                 |                   |
| 2010  | سايك                              |                   |
| 2013  | كان ياما كان                      | ديفين             |
| 2017  | حمية سانتا كلاريتا                |                   |

## روابط خارجية
- سكايلر جيسوندو على موقع IMDb (الإنجليزية)
- سكايلر جيسوندو على موقع ميتاكريتيك (الإنجليزية)
- سكايلر جيسوندو على موقع روتن توميتوز (الإنجليزية)
- سكايلر جيسوندو على موقع قاعدة بيانات الأفلام العربية
- سكايلر جيسوندو على موقع ألو سيني (الفرنسية)
- سكايلر جيسوندو على موقع ميوزك برينز (الإنجليزية)
- سكايلر جيسوندو على موقع تيرنر كلاسيك موفيز (الإنجليزية)
- سكايلر جيسوندو على موقع أول موفي (الإنجليزية)
- سكايلر جيسوندو على موقع قاعدة بيانات الأفلام السويدية (السويدية)
- سكايلر جيسوندو على موقع ديسكوغز (الإنجليزية)